# Lucien Bersot
Pour les articles homonymes, voir Bersot.
Lucien Jean Baptiste Bersot, né le 7 juin 1881 et mort exécuté le 13 février 1915, est un soldat français parmi ceux fusillés pour l'exemple pendant la Première Guerre mondiale pour avoir refusé de porter un pantalon ayant appartenu à un mort. Il est réhabilité le 12 juillet 1922. Son histoire a été reprise par Alain Scoff et adaptée à la télévision par Yves Boisset.

## Le soldat Bersot
Lucien Jean Baptiste Bersot naît le 7 juin 1881 à Authoison, en Haute-Saône, dans une famille de petits paysans. Ses parents étant venus s'installer à Besançon, Lucien y apprend le métier de maréchal-ferrant et s'y marie en 1908 avant de devenir père d'une petite fille en 1909.
Lorsque la Première Guerre mondiale éclate, il a 33 ans. Mobilisé au 60e régiment d'infanterie, il se trouve pendant l'hiver 1914-1915 sur le front de l'Aisne, qui vient de subir de lourdes pertes du côté de Soissons. Cependant, l'état-major jugeant ce régiment peu actif venait d'en confier le commandement, le 22 janvier 1915, au lieutenant-colonel François Maurice Auroux, un ancien des troupes d'Afrique, chargé de lui rendre du mordant.

## L'affaire
Comme il n'y avait plus en magasin de pantalon à sa taille, Lucien Bersot ne pouvait porter que celui en toile blanc fourni avec le paquetage remis lors de l'incorporation. Grelottant de froid dans les tranchées, il demanda le 11 février 1915 au sergent-fourrier un pantalon de laine identique à ceux que portaient ses camarades. Le sergent lui proposa alors un pantalon en loques et maculé de sang, pris sur un soldat mort, ce que Bersot refusa.
Pour ce refus, Lucien Bersot se vit infliger une peine de huit jours de prison par le lieutenant André. Mais le lieutenant-colonel Auroux, commandant du régiment, estima cette punition insuffisante et demanda sa comparution en Conseil de guerre spécial, véritable Cour martiale. Comme de nouvelles recrues encore non aguerries venaient d'arriver, son intention était manifestement de faire un exemple de discipline militaire.
Traduit pour « refus d'obéissance » le 12 février 1915 devant le Conseil de guerre « spécial » du régiment, présidé par Auroux, Bersot y fut condamné à mort. La peine infligée ne correspondait alors nullement au code de justice militaire car le délit avait été constaté à l'arrière et non au contact de l'ennemi.
Deux compagnons du condamné, Élie Cottet-Dumoulin et André Mohn, intervinrent alors auprès du lieutenant-colonel pour tenter d'adoucir la sentence, mais ne furent pas entendus et se virent punis à leur tour de travaux forcés en Afrique du Nord. D'autres encore refusèrent de tirer sur leur camarade lors de son exécution qui eut lieu dès le lendemain 13 février 1915 à Fontenoy (Aisne) car les conseils de guerre « spéciaux », contrairement aux conseils de guerre « ordinaires », n'autorisaient aucune procédure d'appel.

## Les suites
Après la guerre, une campagne de presse fut engagée par le journal Germinal sous la plume d'un jeune avocat, René Rücklin, conseiller général de Belfort. Soutenue par la Ligue des droits de l'homme, cette initiative permit d'obtenir la réhabilitation de Lucien Bersot dès le 12 juillet 1922. La Cour de cassation ne pouvait que statuer rapidement pour confirmer l'injustice dont fut victime le fusillé Bersot. Grâce à cette réhabilitation, sa veuve put prétendre à la pension de veuve de guerre et sa fille put être reconnue comme pupille de la Nation.
Le colonel Auroux fut mis en cause pour avoir agi en toute illégalité, étant à la fois l'accusateur et le président du Conseil de guerre, et faisant infliger une peine sans commune mesure avec la faute (violation de l'article 24 du Code de justice militaire constatée par la Cour d'appel de Besançon, le 10 avril 1922). À l'Assemblée nationale, le député Louis Antériou, ancien combattant et futur ministre des Pensions, interpella le gouvernement pour demander sa condamnation, mais André Maginot, ministre de la Guerre, repoussa la discussion sous le prétexte d'une campagne antimilitariste. Auroux, protégé par Maginot et par la hiérarchie militaire, échappa à tout jugement jusqu'à l'arrivée au pouvoir du Cartel des gauches, où il fut mis à la retraite en 1924 sans pouvoir obtenir le grade de général qui lui serait revenu sans ces événements. Il avait, auparavant, été fait commandeur de la Légion d'honneur .
Lucien Bersot fut ré-inhumé en 1924 dans l'ossuaire du cimetière des Chaprais à Besançon. Une stèle située à proximité de l'église de Fontenoy, inaugurée en novembre 1994, rend hommage à Lucien Bersot et à un autre fusillé pour l'exemple, le soldat Léonard Leymarie du 305e régiment d'infanterie, exécuté le 12 décembre 1914 sous le prétexte de « mutilation volontaire » (sur les données  d'un  rapport médical), acte pour lequel il avait toujours protesté de son innocence (il avait été blessé à la main à son poste de guetteur ; or de nombreux cas de mutilation volontaire consistaient à tenir une cigarette allumée dans le creux de la main tendue par-dessus le parapet de la tranchée). Leymarie a été réhabilité en 1923.
La municipalité de Besançon a récemment décidé d'apposer une plaque à l'entrée de la Maison du peuple, 11, rue Battant. Cette plaque, inaugurée le 11 novembre 2009, honore la mémoire de Lucien Bersot et celle d'un autre poilu, Élie Cottet-Dumoulin, ouvrier ferblantier de Battant, condamné à dix ans de bagne pour avoir protesté contre la sanction qui frappait son camarade de régiment. Ce soldat est mort en Orient (Serbie) en 1917.
Une rue de Besançon porte le nom de Bersot, mais elle honore la mémoire d'un homonyme, bienfaiteur de Besançon, François Louis Bersot.
Ce soldat connu du monde entier grâce au film d'Yves Boisset, a été honoré dans son village natal. Une plaque offerte par la famille  lui rendant hommage ainsi qu'à tous les « Fusillés pour l'exemple » a été fixée sur le monument aux morts, le 19 avril 2014. Le ministre chargé des Anciens Combattants auprès du ministre de la Défense avait délégué monsieur Bonamy-Fromentin pour le représenter à cette cérémonie qui a réuni des descendants venus de toutes les régions françaises. Joseph Pinard, biographe du soldat, présenta l'exposition prêtée par la ville de Besançon pour clore cet hommage.

## Récits et adaptations
- Le destin tragique de Lucien Bersot a été conté dans un livre d'Alain Scoff, Le Pantalon, paru en 1982 chez Jean-Claude Lattès et réédité en 1998.
- Dans La Peur, un roman de Gabriel Chevalier, un caporal téléphoniste rapporte au narrateur une conversation interceptée entre un colonel et un général durant l'automne 1914. Le colonel tente d'obtenir la grâce d'un soldat condamné à mort par le conseil de guerre pour avoir refusé un pantalon rouge taché de sang présenté par le fourrier. Le soldat est finalement fusillé. Si Chevalier ne cite pas de nom, cette anecdote fait évidemment référence à l'histoire de Lucien Bersot.
- Le Pantalon, un téléfilm d'Yves Boisset, diffusé sur France 2 en 1997 et portant le même titre que le livre est lui aussi inspiré de son cas.
- Lucien[5], une chanson hommage du groupe La Poupée du Loup qui remporte grâce à elle, quasiment cent ans plus tard jour pour jour, la finale du troisième tremplin national « C'est ma chance ! » sur France Bleu, avec plusieurs diffusions partielles et intégrales sur les ondes entre janvier et mars 2015[6]. La chanson a notamment été commentée par Éric Bastien et Laurent Petitguillaume dans Le Mag Musiques[7]. Elle a aussi été interprétée en « live » à la Maison de la Radio à Paris dans l'émission Elo Mélodie des 8, 9 et 10 mai 2015[8].